# Monika Rudaś-Grodzka
Monika Rudaś-Grodzka (ur. 6 września 1964 w Lublinie) – polska badaczka literatury, profesor nadzwyczajny Instytutu Badań Literackich Polskiej Akademii Nauk.

## Życiorys
Studiowała historię na Katolickim Uniwersytecie Lubelskim Jana Pawła II. W 2001 doktoryzowała się na podstawie pracy „Sprawić, aby idee śpiewały”. Motywy platońskie w życiu i twórczości Adama Mickiewicza w okresie wileńsko-kowieńskim pisanej u profesor Marii Janion w Instytucie Badań Literackich Polskiej Akademii Nauk w Warszawie, a w 2014 uzyskała tamże habilitację na podstawie pracy Sfinks słowiański i mumia polska. Od 2016 jest profesorem nadzwyczajnym Instytutu Badań Literackich PAN, gdzie założyła nowe kierunki podyplomowe: studia polsko-żydowskie i gender studies.
Od 2013 kieruje prace w ramach grantu naukowego Narodowego Programu Rozwoju Humanistyki Archiwum kobiet: piszące (2013–2018), którego kontynuacją jest Archiwum kobiet: kontynuacja (2018–2023). W ramach projektu powstała baza internetowa niepublikowanych dzieł autobiograficznych napisanych przez kobiety, zlokalizowanych w różnych archiwach polskich i zagranicznych, które dokumentują wcześniej nieznany wkład w kulturę polską. Rudaś-Grodzka jest także redaktorką naczelną serii wydawniczej Lupa Obscura.

## Wybrane publikacje

### Książki
- "Sprawić, aby idee śpiewały" : motywy platońskie w życiu i twórczości Adama Mickiewicza w okresie wileńsko-kowieńskim. Warszawa: Instytut Badań Literackich PAN, 2003. ISBN 83-87456-99-3. Brak numerów stron w książce
- Sfinks słowiański i mumia polska. Warszawa: Instytut Badań Literackich PAN, 2013. ISBN 978-83-61750-32-1. Brak numerów stron w książce

### Redakcja
- Między Wschodem a Zachodem: Europa Mickiewicza i innych. O relacjach literatury polskiej z kulturami ościennymi. Grażyna Borkowska, Monika Rudaś-Grodzka (red.). Wrocław: Zakład Narodowy im. Ossolińskich, 2007. ISBN 978-83-04-04954-3. Brak numerów stron w książce
- Żebro Mesjasza. Maria Janion (oprac.), Monika Rudaś-Grodzka (red.). Warszawa: Fundacja Odnawiania Znaczeń, Dom Spotkań z Historią, 2009. ISBN 978-83-923297-2-5. Brak numerów stron w książce
- Encyklopedia gender. Płeć w kulturze. Monika Rudaś-Grodzka, Katarzyna Nadana-Sokołowska, Agnieszka Mrozik, Kazimiera Szczuka, Katarzyna Czeczot, Barbara Smoleń, Anna Nasiłowska, Ewa Serafin, Agnieszka Wróbel (red.). Warszawa: Czarna Owca, 2014. ISBN 978-83-7554-816-7. Brak numerów stron w książce
- Bronisława Waligórska: Listy z cytadeli 1886. Bronisława Waligórska. Monika Rudaś-Grodzka (oprac.). Warszawa: Instytut Badań Literackich PAN, 2018. ISBN 978-83-65832-61-0. Brak numerów stron w książce

### Artykuły
- Słowiańszczyzna. Pamięć i zapomnienie w wykładach paryskich A. Mickiewicza i powieściach J.I. Kraszewskiego. „Konteksty”. 1–2, 2003. ISSN 1230-6142.brak numeru strony
- Cela jako własny pokój. Relacje więźniarek politycznych z XIX i początku XX wieku. „Wiek XIX. Rocznik Towarzystwa Literackiego im. Adama Mickiewicza”. VIII, 2015.brak numeru strony
- Mapa słowiańszczyzny Adama Mickiewicza, Kurhany, Słupy Herkulesa, Zofiówka, Puławy, Lublin, Lwów. W: Atlas polskiego romantyzmu. Świat – Europa – Polska. Marta Zielińska, Dorota Siwicka (red.). Instytut Badań Literackich PAN, 2015. ISBN 978-83-61552-92-5. Brak numerów stron w książce